# Úmluva o lidských právech a biomedicíně
Úmluva o lidských právech a biomedicíně (plným názvem Úmluva na ochranu lidských práv a důstojnosti lidské bytosti v souvislosti s aplikací biologie a medicíny: Úmluva o lidských právech a biomedicíně) je rámcovou úmluvou, která stanovuje obecné standardy na ochranu lidské bytosti v kontextu biomedicínských věd. Úmluva vytyčuje pouze nejdůležitější zásady. Další standardy a podrobnější úpravy dílčích otázek jsou předmětem dodatkových protokolů. Byla přijata Radou Evropy v roce 1997 ve španělském Oviedu a je otevřena na podpis zejména členským státům Rady Evropy (po přizvání i nečlenským státům). Česká republika tuto smlouvu ratifikovala v červnu 2001 a publikovala ji pod č. 96/2001 ve Sbírce mezinárodních smluv. Účinnosti nabyla 1. října 2001.

## Charakteristika
Úmluva je reakcí na pokrok, kterého bylo dosaženo v oblasti biologie a medicíny a odráží nutnost přijetí opatření pro ochranu lidských bytostí na mezinárodní úrovni. Usiluje o zastřešení celé oblasti lidské bioetiky a vytvoření rámce zásad, které zabrání závažnému porušování lidských práv a lidské důstojnosti. Výchozím bodem Úmluvy je nadřazenost zájmů lidské bytosti nad zájmy vědy nebo společnosti. Zásady ochrany lidských práv a důstojnosti lidské bytosti jsou definovány obecně. Úmluva staví na těchto základních zásadách: respekt k lidské důstojnosti, ochrana svébytnosti jedince, prosazování veřejné odpovědnosti při uplatňování poznatků biologie a medicíny, zákaz finančního prospěchu z nakládání s lidským tělem a jeho částmi, zákaz všech forem diskriminace. Koncept důstojnosti, identity a integrity lidské bytosti současně zakládá i zaštiťuje principy obsažené v Úmluvě.
Konkrétní záležitosti řeší dodatkové protokoly, které jsou průběžně vypracovávány v reakci na vývoj biologie a medicíny. Slouží k celkovému vyjasnění a upřesnění Úmluvy.

## Zakotvení v českém právním řádu
Úmluva je jedním ze základních dokumentů vztahujících se k problematice medicínského práva v České republice. Jako ratifikovaná mezinárodní smlouva má dle čl. 10 české Ústavy přednost při aplikaci před běžnými zákony země. Pokud je český zákon v rozporu s Úmluvou, zákon se neaplikuje a použije se Úmluva.

## Strany Úmluvy
Úmluva byla od svého přijetí 4. dubna 1997 ratifikována a vstoupila v platnost v 29 zemích. Dalších 6 zemí ji stvrdilo svým podpisem, ale neratifikovalo. Mezi některé ze zemí Rady Evropy, které dohodu nepodepsaly a ani nepřijaly, patří Belgie, Německo, Rakousko, Irsko, Velká Británie.

## Struktura a základní principy úmluvy
Úmluva se skládá z preambule a 38 článků rozřazených do 14 kapitol.

### Preambule
Preambule zmiňuje mezinárodní dokumenty předcházející vzniku Úmluvy a nutnost na ně navázat dalšími texty, které plně postihnou možné důsledky vědeckého vývoje v oblasti biomedicíny. Cílem je to, aby z takového vývoje mohly těžit současné i budoucí generace. Úmluva vzniká jako nástroj pro podporu ochrany lidských práv v oblasti biomedicíny na nadnárodní úrovni. Jedná se o první ucelenou multilaterální dohodou, která se zabývá biomedicínskými otázkami lidských práv.
Úmluva nijak nedefinuje pojmy „jednotlivec“ a „lidská bytost“ a ani to, zda se jedná o synonyma. Při vzniku textu nepanovala shoda ohledně právního statusu lidského embrya a počátku vzniku právní osobnosti. Proto je přesné znění ponecháno na právní úpravě jednotlivých zemí, které se k Úmluvě připojily.
Mach zmiňuje tyto principy, které se věcně a prakticky vztahují k problematice medicínského práva:

### Souhlas
Kapitola 2 zdůrazňuje, že nikdo nesmí být nucen podstoupit jakýkoliv zákrok bez toho, aby k tomu udělil svobodný a informovaný souhlas. Jedinec má právo na informace o účelu a povaze zákroku a jeho důsledcích a rizicích. Tento souhlas může kdykoliv odvolat. V tomto ohledu Úmluva silně ovlivnila aktualizaci české legislativy, aby se informovaný souhlas stal základem legitimity poskytování zdravotní péče. Právo na dostatečnou informovanost a rozhodování je garantováno také zákonem č. 372/2011 Sb., o zdravotních službách.
Až na souhlas s biomedicínským výzkumem (Článek 15, Kapitola 5) a souhlas s odběrem orgánů od žijících osob (Článek 19, Kapitola 6), nestanovuje Úmluva konkrétní podobu souhlasu. Může tedy být výslovný, nevyslovený, písemný či ústní.

### Právo na ochranu soukromí
Kapitola 3 se zabývá ochranou soukromí a právem na informace. Každému zaručuje právo být nebo nebýt informován. Jedná se o uplatnění obecnějšího práva na soukromí z Evropské úmluvy o lidských právech (Článek 8). „Právo vědět“ je konstruktivní složkou proměňujícího se vztahu lékař‒pacient, jež stojí v opozici k dřívějšímu paternalistickému modelu. Právo být informován o vlastním zdraví je přirozeným důsledkem uznání pacienta jako plně autonomní bytosti.

### Ochrana lidského genomu
Studium lidské genetiky a využívání moderních metod umožnilo v oblasti genetiky prudký rozvoj. Reaguje na něj je kapitola 4, která zakazuje jakoukoliv nespravedlivou diskriminaci jedince na základě jeho genetického dědictví, modifikace zárodečné linie a použití postupů lékařsky asistované reprodukce za účelem volby budoucího pohlaví dítěte.

### Ochrana osob zapojených do vědeckého výzkumu
Kapitola 5 předkládá obecné zásady biomedicínského výzkumu, přičemž je třeba vždy dbát na Úmluvu a další právní předpisy, které slouží k ochraně lidské bytosti a její důstojnosti. Pro výzkum je nutné získat svobodný a poučený souhlas osoby, který je výslovný, konkrétní a písemně stvrzený. Je dán pro jeden konkrétní zákrok provedený v rámci výzkumu. Dotyčná osoba musí být předem informována o svých právech a zárukách, které stanovuje zákon na její ochranu. Zároveň platí, že svůj souhlas může kdykoliv svobodně odvolat.
Ti, kdo jsou neschopni dát souhlas k výzkumu, mohou být výzkumu podrobeni pouze, pokud je pravděpodobné, že výzkum bude prospěšný jejich zdraví. Experiment navíc musí být z hlediska výzkumu jediná možnost. I zde je nutný konkrétní souhlas v písemné formě, který je možné kdykoliv svobodně odvolat. Pokud zúčastněná osoba projeví nesouhlas, nesmí být výzkum proveden.

### Problematika odběru orgánů a tkání
Kapitola 6 vytváří rámec pro ochranu žijících dárců v souvislosti s odběrem orgánu nebo tkáně. Odběry od žijících dárců by měly být prováděny pouze pokud není možné učinit odběr od dárce zemřelého a v případech, kdy neexistuje žádná alternativní léčebná metoda se srovnatelným účinkem. Odběr orgánu vyžaduje výslovný a konkrétní souhlas dárce (Čl. 5), stvrzený písemně nebo před úředním orgánem (například soud nebo notářství). Lidské orgány a tkáně by tak měly být považovány za „dary“ a ne pouhé „komodity“. Jako takové nesmějí být zdrojem finančního prospěchu, a to ani pro osobu, které byly odňaty, ani pro třetí stranu.

## Dodatkové protokoly
| Číslo protok. | Uzavření smlouvy | Vstup v platnost v ČR | Obsah                                                              |
| ------------- | ---------------- | --------------------- | ------------------------------------------------------------------ |
| 1             | 12. 1. 1998      | 01. 10. 2001          | Dodatkový protokol o zákazu klonování lidských bytostí.            |
| 2             | 24. 1. 2002      | -                     | Dodatkový protokol o transplantaci orgánů a tkání lidského původu. |
| 3             | 25. 1. 2005      | -                     | Dodatkový protokol o biomedicínském výzkumu.                       |
| 4             | 27. 11. 2008     | 1. 9. 2019            | Dodatkový protokol o genetickém testování pro zdravotní účely.     |